# Max Duch
Max Duch, mit vollem Namen Max Paul Oskar Duch, (* 29. Juli 1905 in Forst (Lausitz); † 24. März 1988 in Dessau) war ein deutscher Chemiker und Nationalpreisträger der DDR.

## Leben
Duch wurde als Sohn des Färbereileiters Paul Duch und seiner Ehefrau Hedwig geboren. Er war evangelisch-lutherisch. 1911 zog die Familie nach Cottbus, wo Duch die Städtische Oberrealschule, die heutige Paul-Werner-Oberschule, in der Bahnhofstraße 11 besuchte. Das Abitur legte er am 17. März 1925 ab. Im Sommersemester 1925 nahm Duch das Studium der Chemie in Würzburg auf und wurde Mitglied der Landsmannschaft Teutonia Würzburg. Ab dem Sommersemester 1928 studierte Duch in Leipzig, wo er im Wintersemester 1929/30 seine Hauptprüfung ablegte. Danach promovierte Duch im Wintersemester 1931/32 über „Beiträge zur Kenntnis des Rassow-Gabriel Lignins“ (einem nach der von Berthold Rassow und Siegmund Gabriel entwickelten Methode gewonnenem Lignin) zum Doctor philosophiae (Dr. phil.). Anschließend zog er wieder nach Cottbus. Im Juli 1933 zog er arbeitslos als Volontär nach Augsburg, wo er zum April 1934 eine Anstellung fand.
In den 1930er-Jahren wurde Duch Mitglied der NSDAP. Duch heiratete am 14. September 1935 in Cottbus; 1938 wurde eine Tochter geboren.  Im selben Jahr zog er nach Bitterfeld um und war seitdem in der Filmfabrik Wolfen als Chemiker tätig. Im Zweiten Weltkrieg war Duch nur einige Monate des Jahres 1940 in Kamenz, Dresden und Wien beim Militär, die übrige Zeit in Bitterfeld. Unmittelbar nach Kriegsende musste Duch wegen seiner NSDAP-Mitgliedschaft für zehn Monate als einfacher Gleisarbeiter arbeiten. Danach wurde er Betriebsleiter in der nunmehr als „VEB Film- und Chemiefaserwerk Agfa Wolfen“ firmierenden Filmfabrik.
1954 entwickelte Duch zusammen mit Helmuth Lehnert in Wolfen ein Nassspinnverfahren zur Herstellung von Polyacrylnitrilfasern (unter den Bezeichnungen „WOLCRYLON“, später „WOLPRYLA“, bekannt; dieselbe Faser war in der Bundesrepublik Deutschland unter dem Markennamen „Dralon“ bekannt). Dabei wurde die Polyacrylnitril-Faser in einem Spinnbad mit dimethylformamid-haltigem Wasser hergestellt. Das Verfahren galt als besonders wirtschaftlich, weil die Anlagekosten gering waren und ca. 95 % des Lösungsmittels im Spinnbad wiedergewonnen werden konnten. 1956 wurde die Produktionslage in Betrieb genommen, nachdem in den Buna- (Polyacrylnitril) und Leuna-Werken (Dimethylformamid) die Voraussetzungen zur Herstellung der Ausgangsstoffe für die Acrylfaserproduktion geschaffen worden waren.

## Nationalpreis II. Klasse
1956 erhielt Duch zusammen mit fünf anderen Naturwissenschaftlern des Kollektivs „Wolcrylon“ den mit 50.000 Mark der DDR dotierten Nationalpreis der DDR II. Klasse für Wissenschaft und Technik für seinen Anteil an der Entwicklung und dem Aufbau der Großproduktionsanlagen zur Herstellung dieser synthetischen Faser.